# جاتون پونتا
جاتون پونتا (به اسپانیایی: Jatun Punta) یک کوه در پرو است که در Peru, Cusco Region واقع شده‌است. جاتون پونتا ۵٬۲۰۰ متر بالاتر از سطح دریا واقع شده‌است.